# Генрих фон Бадевиде
Генрих фон Бадевиде (Ботвиде) нем. (Heinrich von Badewide; ум. ок. 1164) — граф Гольштейна в 1138—1139 годах, граф Бадевиде с 1139 и Ратцебурга с 1156 года.
Из дворянского рода люнебургского происхождения. Фамильное имя — от названия местечка Боде недалеко от Эбсторфа.
Генрих фон Бадевиде женился на родственнице короля Вальдемара I Датского, значительно упрочив тем самым свое положение.
Альбрехт Медведь, став в 1138 году герцогом Саксонии, назначил Генриха графом Гольштейна, но вскоре заменил его на Адольфа II.
Генрих фон Бадевиде собрав войско, вторгся в 1139 году в Вагрию. «Земли плуньская, лютилинбургская, альденбургская» были им разорены. В это время Альбрехт Медведь проиграл войну против Генриха Гордого и его союзников. Генрих фон Бадевиде вынужден был покинуть завоеванные земли, предварительно разорив их. В них утвердился Адольф Голштинский.
После этого между Генрихом и Адольфом началась вражда. Чтобы помирить их, следующий саксонский герцог Генрих Лев в 1143 году разграничил владения, отдав Адольфу Вагрию и Зегеберг, а Генриху Бадевиде — Полабию и Рацебург. К нему также отошли Бойтин, Гадебуш, Виттенбург и Бойценбург.
Генрих Бадевиде получил титулы Comes Polaborum (1154), граф фон Рацебург (1156), фогт фон Рацебург (1162).
Согласно Europäische Stammtafeln, его женой была родственница короля Дании Вальдемара I. Сын:
- Бернхард I (ум. 1190).